# 張國棟 (軍人)
张国栋（1950年—），河南省郏县仝村人，2008年晋升中国人民解放军中将。
曾经担任成都军区政治部副主任。2006年12月，任兰州军区政治部主任。2010年12月，任兰州军区副政委。